# Monnaz
Monnaz är en ort i kommunen Echichens i kantonen Vaud i Schweiz. Den ligger cirka 11,5 kilometer väster om Lausanne. Orten har 425 invånare (2021).
Orten var före den 1 juli 2011 en egen kommun, men inkorporerades då tillsammans med Colombier och Saint-Saphorin-sur-Morges in i kommunen Echichens.